# Cherrelle
Cherrelle, (Los Angeles, 1958. október 13. –) amerikai kortárs R&B énekesnő.
| Cherrelle                                 | Cherrelle                                 |
| Kattints az alábbi külső linkek egyikére! | Kattints az alábbi külső linkek egyikére! |
| ----------------------------------------- | ----------------------------------------- |
| Nem található szabad kép.(?)              |                                           |
| külső link · jogvédett                    | Cherrelle                                 |

## Pályafutása
Los Angelesben született, édesapja, James Feaster detroiti ügyvéd volt, aki egyben menedzsere is volt. Pályafutását olyan jazz/R&B előadókkal kezdte, mint Norman Connors és Michael Henderson. Miután a Tabu Recordsnál meghallgatták a demóját, 1983-ban leszerződtették. Cherrelle egy korábbi munkahelyi főnöke választotta a művésznevét.
1984-ben kiadta debütáló albumát, a „Fragile”-t. Ezen szerepelt az első R&B top 10-es kislemeze is, az „I Didn't Mean to Turn You On”. Ezt a dalt nagyjából egy évvel később Robert Palmer, később Mariah Carey is feldolgozta a 2001-es Glitter című filmzene-albumán.
Cherrelle következő albuma, a „High Priority” aranylemez lett, és a top 40-es slágerlistás; továbbá a 2. helyen rangsorolt R&B sláger, és egy Alexander O'Neallel közös duettje a brit kislemezlista top 10-es listáján a 6. helyere került.
Cherrelle és O'Neal újabb top 40-es kislemezzel jelentkezett: a „Never Knew Love Like This” című dal 1988-ban a 28. helyen végzett az amerikai popslágerlistákon, és a 2. helyen az R&B-listán. Harmadik albuma, az 1988-as „Affair” tartalmazta az 1. helyen rangsorolt R&B kislemezt, az „Everything I Miss at Home”-ot. Az album címadó dala szintén R&B sláger lett az R&B listákon. Cherrelle egy vokállal és Johnny Gillel közösen közreműködött a Perri Reid 1991-es „Always” című kislemezén, amely bekerült az R&B top 20-as listájára. 1991-ben kiadta a „The Woman I Am” című albumot. 1999-ben megjelent a „The Right Time” című független albuma, amelyen vendégszerepelt Keith Murray rapper is.

## Stúdiólbumok
- Fragile (1984)
- High Priority (1985)
- Affair (1988)
- The Woman I Am (1991)
- The Right Time (1999)

## Másokkal
- The Best of Cherrelle (1995)
- Greatest Hits (2005)
- Icon (2011)

## Filmek
- Cherrelle az IMDb-n